# X辣椒
X辣椒（英語：Pepper X）是一种由卡罗来纳死神辣椒的培养者埃德·柯里所栽培出的辣椒屬辣椒。2023年，吉尼斯世界纪录将其认证为世界上最辣的的辣椒。

## 育种过程
X辣椒的强烈辣度是经过长达10年的育种才形成的，在此期间需要不断透过选择来获取所需的性状，并还需经历超过十代以上的杂交以确保其辣度的稳定性。X辣椒的培养者埃德·柯里每年都会培育100个辣椒品种，以确保其中一两个能够在为期十年的培育周期中取得成功。

## 辣度
X辣椒是经过多次杂交育种后的成果，在其子房室中能够产生巨量的辣椒素。辣椒上大量的曲线和脊线为胚珠和子房室的生长以及辣椒素的储存创造了更多的表面积，使得人们在食用时能够感受到剧烈的辣度。由于此种辣椒的辣度極高，因此在食用后会导致腹部痉挛。根据柯里本人的说法，他在吃完辣椒后躺在雨中的大理石上长达一个小时，同时还在痛苦呻吟。
曾在2017年报道中宣称有318万SHU的辣度，但并没有对此进行认证。

## 吉尼斯世界纪录认证
2023年8月23日，吉尼斯世界纪录认证该辣椒为世界上最辣的辣椒，其辣度达269万SHU，打破了先前由卡罗来纳死神辣椒所创下的164万SHU的世界纪录。